# Джиоев, Коста Каргоевич
Коста Каргоевич Джиоев (1916, Знаурский район, Юго-Осетинская автономная область — 2005) — советский грузинский хозяйственный, государственный и политический деятель.

## Биография
Родился в 1916 году. Член ВКП(б) с 1939 года.
С 1934 года — на хозяйственной, общественной и политической работе. В 1934—1972 годы — счетовод колхоза, уполномоченный Главного управления по делам литературы и издательств при Совете Народных Комиссаров Грузинской ССР. В РККА, инструктор Областного комитета КП(б) Грузии Юго-Осетинской автономной области. 
Участник Великой Отечественной войны. Заведующий сектором, отделом областного комитета КП(б) Грузии Юго-Осетинской автономной области. Секретарь Юго-Осетинского обкома КП Грузии, 1-й заместитель председателя, председатель Исполнительного комитета Областного Совета Юго-Осетинской автономной области.
Избирался депутатом Верховного Совета СССР 7-го, 8-го созывов
Умер в 2005 году.